# Rejon kliniecki
Rejon kliniecki (ros. Клинцовский район) – rejon w Rosji, w obwodzie briańskim, ze stolicą w Klińcach.

## Historia
Ziemie obecnego rejonu klinieckiego w latach 1508–1514 i 1611–1667 znajdowały się w Rzeczypospolitej Obojga Narodów. Od 1667 w granicach Rosji. W XIX w. należały do powiatu suraskiego guberni czernihowskiej. Rejon klincowski utworzono w 1929.